# Odontognophos dagestanensis
Odontognophos dagestanensis är en fjärilsart som beskrevs av Eugen Wehrli 1953. Odontognophos dagestanensis ingår i släktet Odontognophos och familjen mätare. Inga underarter finns listade i Catalogue of Life.